# Alpine Skiweltmeisterschaften der Behinderten 2013
Die 11. Alpine Skiweltmeisterschaften der Behinderten 2013 fand vom 18. bis zum 27. Februar 2013 im spanischen La Molina statt.

## Männer
| Disziplin          | Klasse       | Gold                                            | Zeit    | Silber                                      | Zeit     | Bronze                                      | Zeit    |
| ------------------ | ------------ | ----------------------------------------------- | ------- | ------------------------------------------- | -------- | ------------------------------------------- | ------- |
| Abfahrt            | sehbehindert | Jon Santacana Maiztegui (Guide: Miguel Galindo) | 1.25,14 | Alessandro Daldoss (Guide: Davide Riva)     | 1:26,80  | Christopher Williamson (Guide: Robin Ferny) | 1:27,77 |
| Abfahrt            | sitzend      | Franz Hanfstingl                                | 1:31,92 | Stephen Lawler                              | 1:32,58  | Yohann Taberlet                             | 1:32,77 |
| Abfahrt            | stehend      | Markus Salcher                                  | 1:29,74 | Michael Bruegger                            | 1:32,51  | Matthias Lanzinger                          | 1:33,80 |
| Super-G            | sehbehindert | Jon Santacana Maiztegui (Guide: Miguel Galindo) | 1:10,49 | Christopher Williamson (Guide: Robin Ferny) | 1:11,65  | Hugo Thomas (Guide: Luana Bergamin)         | 1:12,78 |
| Super-G            | sitzend      | Taiki Morii                                     | 1:13,49 | Yohann Taberlet                             | 1:.13,50 | Akira Kano                                  | 1:13,69 |
| Super-G            | stehend      | Markus Salcher                                  | 1:12,49 | Matthias Lanzinger                          | 1:13,66  | Michael Bruegger                            | 1:14,82 |
| Super- Kombination | sehbehindert | Christopher Williamson (Guide: Robin Ferny)     | 1:43,47 | Miroslav Haraus (Guide: Maria Zatovicova)   | 1:45,02  | Ivan Fransev (Guide: German Agranovskii)    | 1:47,90 |
| Super- Kombination | sitzend      | Taiki Morii                                     | 1:44,74 | Takeshi Suzuki                              | 1:47,37  | Philipp Bonadimann                          | 1:47,58 |
| Super- Kombination | stehend      | Matthias Lanzinger                              | 1:42,44 | Alexei Bugajew                              | 1:42,90  | Cedric Amafroi-Broisat                      | 1:44,89 |
| Riesenslalom       | sehbehindert | Jon Santacana Maiztegui (Guide: Miguel Galindo) | 2:12,32 | Mac Marcoux (Guide: B. J. Marcoux)          | 2:13,59  | Christopher Williamson (Guide: Robin Ferny) | 2:13,87 |
| Riesenslalom       | sitzend      | Taiki Morii                                     | 2:15,80 | Takeshi Suzuki                              | 2:20,12  | Christoph Kunz                              | 2:20,26 |
| Riesenslalom       | stehend      | Vincent Gauthier-Manuel                         | 2:09,02 | Alexei Bugajew                              | 2:09,61  | Michael Bruegger                            | 2:11,50 |
| Slalom             | sehbehindert | Ivan Fransev (Guide: German Agranovskii)        | 1:57,94 | Miroslav Haraus (Guide: Maria Zatovicova)   | 1:59,21  | Waleri Redkosubow (Guide: V. Molodtsov)     | 2:00,11 |
| Slalom             | sitzend      | Philipp Bonadimann                              | 1:58,52 | Taiki Morii                                 | 2:02,67  | Dietmar Dorn                                | 2:05,46 |
| Slalom             | stehend      | Vincent Gauthier-Manuel                         | 1:55,85 | Thomas Pfyl                                 | 1:57,30  | Adam Hall                                   | 1:57,69 |

## Frauen
| Disziplin          | Klasse       | Gold                                         | Zeit    | Silber                                     | Zeit    | Bronze                                     | Zeit    |
| ------------------ | ------------ | -------------------------------------------- | ------- | ------------------------------------------ | ------- | ------------------------------------------ | ------- |
| Abfahrt            | sehbehindert | Henrieta Farkašová (Guide: Natalia Subrtova) | 1:33,11 | Alexandra Franzewa (Guide: Pavel Zabotin)  | 1:34,63 | Kelly Gallagher (Guide: Charlotte Evans)   | 1:51,57 |
| Abfahrt            | sitzend      | Laurie Stephens                              | 1:41,07 | Kimberly Joines                            | 1:41,37 | Anna Schaffelhuber                         | 1:44,17 |
| Abfahrt            | stehend      | Marie Bochet                                 | 1:35,62 | Andrea Rothfuss                            | 1:37,23 | Solène Jambaqué                            | 1:38,52 |
| Super-G            | sehbehindert | Alexandra Franzewa (Guide: Pavel Zabotin)    | 1:18,20 | Kelly Gallagher (Guide: Charlotte Evans)   | 1:21,30 | Jade Etherington (Guide: John Clark)       | 1:21,58 |
| Super-G            | sitzend      | Claudia Lösch                                | 1:18,86 | Anna Schaffelhuber                         | 1:22,65 | Laurie Stephens                            | 1:23,33 |
| Super-G            | stehend      | Marie Bochet                                 | 1:18,94 | Solène Jambaqué                            | 1:19,29 | Inga Medvedeva                             | 1:20,99 |
| Super- Kombination | sehbehindert | Alexandra Franzewa (Guide: Pavel Zabotin)    | 1:56,21 | Kelly Gallagher (Guide: Charlotte Evans)   | 1:58,81 | Petra Kozickova (Guide: Tomas Hajek)       | 2:04,63 |
| Super- Kombination | sitzend      | Claudia Lösch                                | 2:04,29 | Kimberly Joines                            | 2:07,51 | Anna Schaffelhuber                         | 2:08,05 |
| Super- Kombination | stehend      | Marie Bochet                                 | 1:55,32 | Andrea Rothfuss                            | 1:57,23 | Alexandra Starker                          | 2:00,49 |
| Riesenslalom       | sehbehindert | Henrieta Farkašová (Guide: Natalia Subrtova) | 2:27,57 | Viviane Forest (Guide: C. Lauzon-Gauthier) | 2:27,81 | Kelly Gallagher (Guide: Charlotte Evans)   | 2:29,07 |
| Riesenslalom       | sitzend      | Claudia Lösch                                | 2:29,70 | Anna Schaffelhuber                         | 2:31,23 | Kimberly Joines                            | 2:38,40 |
| Riesenslalom       | stehend      | Marie Bochet                                 | 2:21,61 | Andrea Rothfuss                            | 2:22,95 | Alexandra Starker                          | 2:28,26 |
| Slalom             | sehbehindert | Henrieta Farkašová (Guide: Natalia Subrtova) | 2:08,82 | Alexandra Franzewa (Guide: Pavel Zabotin)  | 2:10,49 | Viviane Forest (Guide: C. Lauzon-Gauthier) | 2:13,60 |
| Slalom             | sitzend      | Anna Schaffelhuber                           | 2:26,18 | Anna-Lena Forster                          | 2:31,31 | Kimberly Joines                            | 2:32,76 |
| Slalom             | stehend      | Marie Bochet                                 | 2:04,89 | Andrea Rothfuss                            | 2:11,80 | Alexandra Starker                          | 2:13,65 |

## Medaillenspiegel
| Platz | Land                   | Gold | Silber | Bronze | Gesamt |
| ----- | ---------------------- | ---- | ------ | ------ | ------ |
| 1     | Frankreich             | 7    | 2      | 3      | 12     |
| 2     | Österreich             | 7    | 1      | 3      | 11     |
| 3     | Russland               | 4    | 4      | 3      | 11     |
| 4     | Japan                  | 3    | 3      | 1      | 7      |
| 5     | Spanien                | 3    | 0      | 0      | 3      |
| 6     | Deutschland            | 2    | 7      | 2      | 11     |
| 7     | Slowakei               | 2    | 2      | 1      | 5      |
| 8     | Kanada                 | 1    | 5      | 8      | 14     |
| 9     | Vereinigte Staaten     | 1    | 1      | 1      | 3      |
| 10    | Schweiz                | 0    | 2      | 4      | 6      |
| 11    | Vereinigtes Königreich | 0    | 2      | 3      | 5      |
| 12    | Italien                | 0    | 1      | 0      | 1      |
| 13    | Neuseeland             | 0    | 0      | 1      | 1      |